# Thomas Baumgartner
Thomas Baumgartner (* 15. Juli 1892 in München; † 27. Mai 1962 in Kreuth) war ein deutscher Bauernmaler. 

## Leben
Nach einer Ausbildung auf der Mal- und Zeichenschule von Hermann Groeber erhielt er auf der Großen Internationalen Ausstellung im Münchner Glaspalast mit 21 Jahren 1913 die Goldmedaille für sein Porträt „General von Keller“. Darauf folgte das Bild „Seiner Majestät des Königs von Bayern“. 
Am Tegernsee wurde er mit Georg Hirth bekannt, dem Gründer und Herausgeber der „Jugend“, einer Zeitschrift, von der der Begriff „Jugendstil“ stammt. Von Hirt erhielt er einen Porträtauftrag für dessen Freund Ludwig Thoma.
Baumgartner war in der Zeit des Nationalsozialismus ein erwünschter Künstler, von dem verschiedene Werke im 1938 eröffneten Haus der Deutschen Kunst ausgestellt wurden, darunter auch Bauern beim Essen, und 1941 auf der Großen Deutschen Kunstausstellung im selben Haus Der Kampf des Arztes mit dem Tod. 
Am 1. Juli 1943 wurde er trotz Titelsperre durch Hitler zum Professor ernannt.